# 19446 Muroski
19446 Muroski è un asteroide della fascia principale. Scoperto nel 1998, presenta un'orbita caratterizzata da un semiasse maggiore pari a 2,3878539 UA e da un'eccentricità di 0,1867203, inclinata di 4,42047° rispetto all'eclittica.